# ألان تام
ألان تام (بالصينية: 譚詠麟) هو كاتب أغاني ومغني وممثل الصين وهونغ كونغي، ولد في 23 أغسطس 1950 بهونغ كونغ في الصين. من الجوائز التي نالها جائزة الحصان الذهبي لأفضل ممثل رئيسي ‏ سنة 1981 وMedal of Honour (Hong Kong) ‏.

## جوائز
- جائزة الحصان الذهبي لأفضل ممثل رئيسي [الإنجليزية]‏ (1981)
- Medal of Honour (Hong Kong) [الإنجليزية]‏

## وصلات خارجية
- ألان تام على موقع IMDb (الإنجليزية)
- ألان تام على موقع ميوزك برينز (الإنجليزية)
- ألان تام على موقع أول ميوزيك (الإنجليزية)
- ألان تام على موقع ديسكوغز (الإنجليزية)
- ألان تام على موقع قاعدة بيانات الفيلم (الإنجليزية)